# Emericellopsis minima
Emericellopsis minima är en svampart som beskrevs av Stolk 1955. Emericellopsis minima ingår i släktet Emericellopsis, ordningen köttkärnsvampar, klassen Sordariomycetes, divisionen sporsäcksvampar och riket svampar.   Inga underarter finns listade i Catalogue of Life.